# 2305 Кінг
2305 Кінг (2305 King) — астероїд головного поясу, відкритий 12 вересня 1980 року.
Тіссеранів параметр щодо Юпітера — 3,318.